# جنگل ملی ترینیتی–شستا

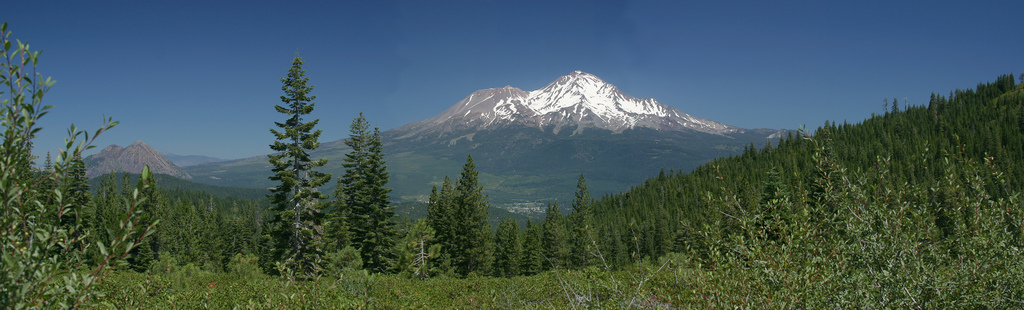
کوه شستا در این پارک قرار دارد.

جنگل ملی ترینیتی-شستا (به انگلیسی: Shasta-Trinity National Forest) یک جنگل ملی در ایالت کالیفرنیا در آمریکا است.
مساحت این جنگل ۸۹۴۳ کیلومتر مربع است.